# كارول غودمان
كارول غودمان (بالإنجليزية: Carol Goodman)‏ (10 فبراير 1959، فيلادلفيا في الولايات المتحدة)؛ كاتِبة مُتخصِّصة في أدب الأطفال، مُدرسة وروائية أمريكية. درست في كلية فاسار.